# Улица Василия Касияна
Улица Василия Касияна (укр. Вулиця Василя Касіяна) — улица в Голосеевском районе города Киева, местность Теремки (Теремки-II). Пролегает от проспекта Академика Глушкова до улицы Композитора Лятошинского.
К улице примыкают улицы Улица Самойло Кошки (Маршала Конева) (с 2017 года был открыт для движения участок от улицы Ломоносова) и Героев Мариуполя (Маршала Якубовского).

## История
Улица возникла в 1970-е года — под названием 3-я Новая. Современное название в честь украинского графика Василия Ильича Касияна — с 1977 года.

## Застройка
Застройка улицы началась в 1979 году, с началом строительства микрорайона, и представлена многоэтажными домами. Чётная сторона представлена жилыми домами, нечётная — ипподром (его территория) и гаражный кооператив (дом №1).
Учреждения:
1. дом № 1 — гаражный кооператив; Конно-Спортивная Школа «Авангард»
2. дом № 7 — Подведомственная пожарная часть №44 Голосеевского РУГУ